# (11648) 1997 BT3
(11648) 1997 BT3  es un asteroide perteneciente al cinturón de asteroides, descubierto el 31 de enero de 1997 por Takao Kobayashi desde el Observatorio de Ōizumi, en Japón.

## Designación y nombre
Designado inicialmente como 1997 BT3.

## Características orbitales
(11648) 1997 BT3 orbita a una distancia media del Sol de 2,849 ua, pudiendo acercarse hasta 2,775 ua y alejarse hasta 2,923 ua. Tiene una excentricidad de 0,026 y una inclinación orbital de 3,109° grados. Emplea en completar una órbita alrededor del Sol 1756,52 días.
Pertenece a la familia de asteroides de (158) Koronis.

## Características físicas
Su magnitud absoluta es 13,66.